# Józef Jagmin

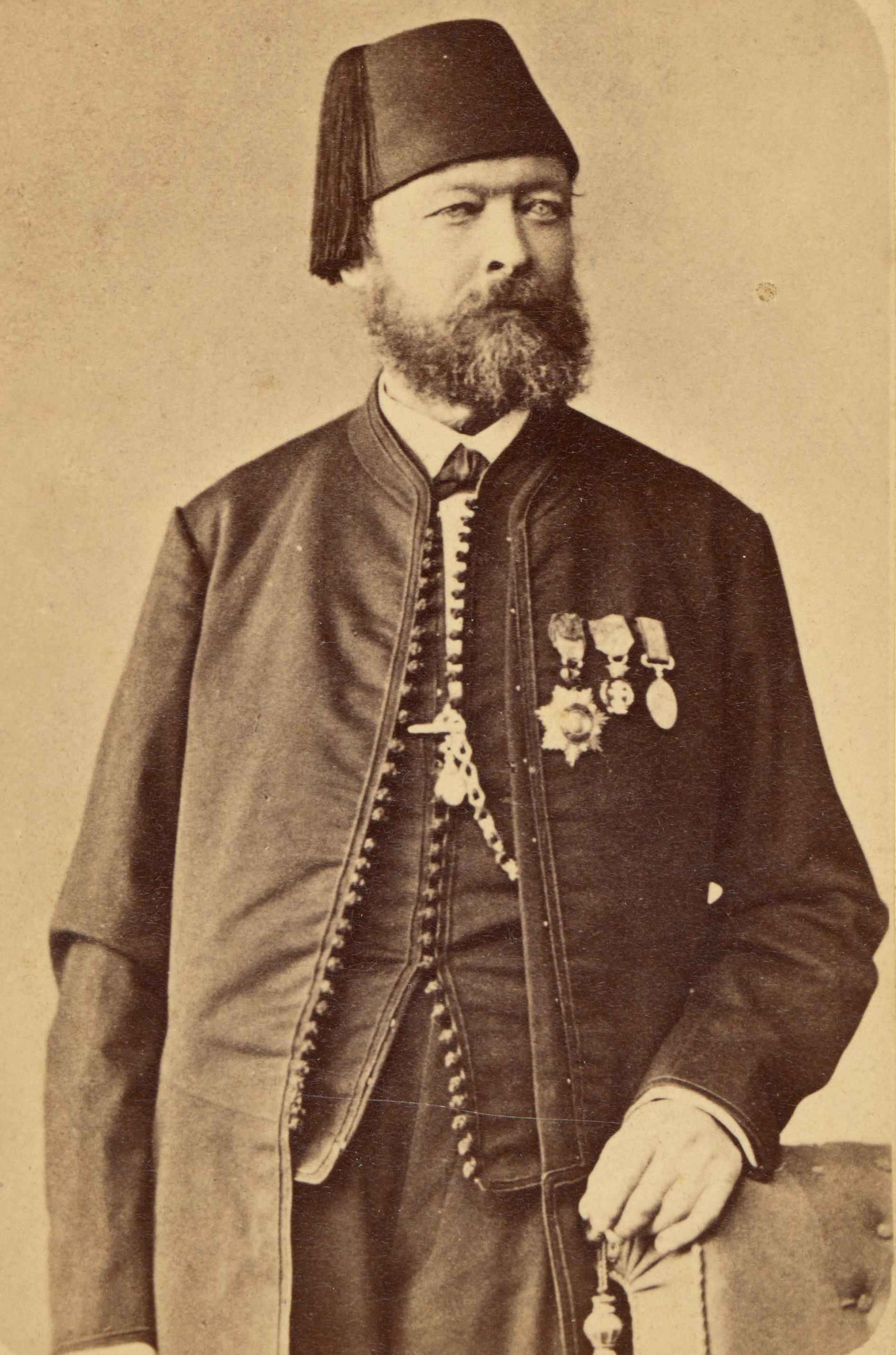
Józef Jagmin

Józef Jagmin herbu Pelikan (ur. w 1810, zm. 31 sierpnia 1877 w Szumli) – oficer, uczestnik powstania listopadowego i styczniowego, emigrant.

## Historia
Józef Jagmin brał udział w powstaniu listopadowym na Litwie pod dowództwem gen. Dembińskiego, a potem w Warszawskiem, po jego upadku wyemigrował do Francji. W sierpniu 1848 wstąpił w stopniu podporucznika do Legionu Polskiego gen. Wysockiego przy armii węgierskiej i walczył w powstaniu węgierskim, m.in. pod Szolnokiem i Hatvanem. Za swoją służbę został odznaczony węgierskim powstańczym Orderem Zasługi Wojskowej III klasy. 
Po klęsce powstania, w sierpniu 1849 przedostał się do Turcji, gdzie mieszkał w Konstantynopolu. Jako major służył w polskim pułku Kozaków Sułtańskich gen. Zamoyskiego przeciwko Rosji w czasie wojny krymskiej w okresie 1853-1856, po czym powrócił do Francji. W 1863 wziął udział w powstaniu styczniowym jako dowódca oddziału na Lubelszczyźnie. By dostać się do Polski, wstąpił do oddziału Zygmunta Miłkowskiego i  wraz z nim stoczył z Rumunami bitwę pod Kostangalią (15 lipca 1863), gdyż Rumuni nie chcieli przepuścić polskiego oddziału do Polski. 
Po klęsce kolejnego powstania ponownie przedostał się do Turcji. W kolejnej wojnie rosyjsko-tureckiej w 1877 jako pułkownik (według innych źródeł major) był twórcą i dowódcą Legionu Polskiego (w sile około 65 ludzi) działającego w ramach armii tureckiej. Idea legionu miała oparcie w planach politycznych Anglii i protekcję tzw. Rządu Narodowego, powstałego z księciem Adamem Sapiehą (1828-1903) na czele w 1877 r. w Wiedniu za wiedzą i zgodą Austrii, do mobilizowania opinii polskiej przeciw Rosji. Organizatorzy liczyli na pozyskiwanie uciekinierów i jeńców z wojska rosyjskiego, w którym znajdowały się tysiące Polaków. Poległ wskutek ran odniesionych w bitwie pod Eski Zagrą (Eski Zagra to osmańska nazwa miasta dziś znanego jako Stara Zagora) w Bułgarii. Zmarł w Szumli (obecnie Szumen).